# Kněžské bratrstvo svatého Pia X.
Kněžské bratrstvo svatého Pia X. (latinsky Fraternitas Sacerdotalis Sancti Pii X., zkratka FSSPX, případně SSPX, označování též jako lefebvristé) je společnost tradicionalistických římskokatolických kněží.
Bratrstvo bylo založeno v roce 1970 francouzským arcibiskupem Marcelem Lefebvrem a je pojmenováno po svatém papeži Piu X. (1835–1914), na jehož protimodernistický postoj navazuje. Nadále tedy užívá Tridentskou mši a rituální knihy v latině pro ostatní svátosti vydané před druhým vatikánským koncilem. Bratrstvo plně uznává všechny pokoncilní papeže, často je však kritizuje pro odchylky od autentické katolické nauky. Během posledních dekád došlo do určité míry k postupnému sbližování bratrstva a Vatikánu, především za pontifikátu Benedikta XVI., což následně pokračuje, i přes výraznou ideovou odlišnost, za pontifikátu Františka, který přiznal bratrstvu některé další pravomoci. V červenci 2022 dosáhlo bratrstvo přes 700 kněžských členů, což jej činí přibližně 25. největším katolickým společenstvím kněží, větším než Trapisté nebo Kartuziáni avšak menším než Benediktíni či Dominikáni, přibližně podobné velikosti jako Premonstránti nebo Kongregace Svatého Kříže.
Z bratrstva vzešlo několik dalších organizací, nejvýznamnější z nich kněžské bratrstvo svatého Petra, které se od něj oddělilo v roce 1988.
V České republice je FSSPX od 5. června 2018 registrováno podle zákona č. 3/2002 Sb. jako náboženská společnost. Zřízuje v ní děkanát se sídlem v Brně, který spadá pod rakouský distrikt FSSPX. Jeho prvním a současným děkanem je P. Tomáš Stritzko FSSPX. Českých kněží bratrsva je celkem osm, z nichž ne všichni působí v ČR. Zároveň v německém semináři bratrstva studuje několik Čechů.
Pojem Bratrstvo bývá také užíván ve smyslu celé rodiny řádů odvozujících svůj původ od Mons. Lefebvra (kněží, bratři, sestry, oblátky, misionářské sestry). Znakem FSSPX je heraldický symbol francouzského regionu Vendée, známého svým konzervatismem a silným katolicismem.

## Historie

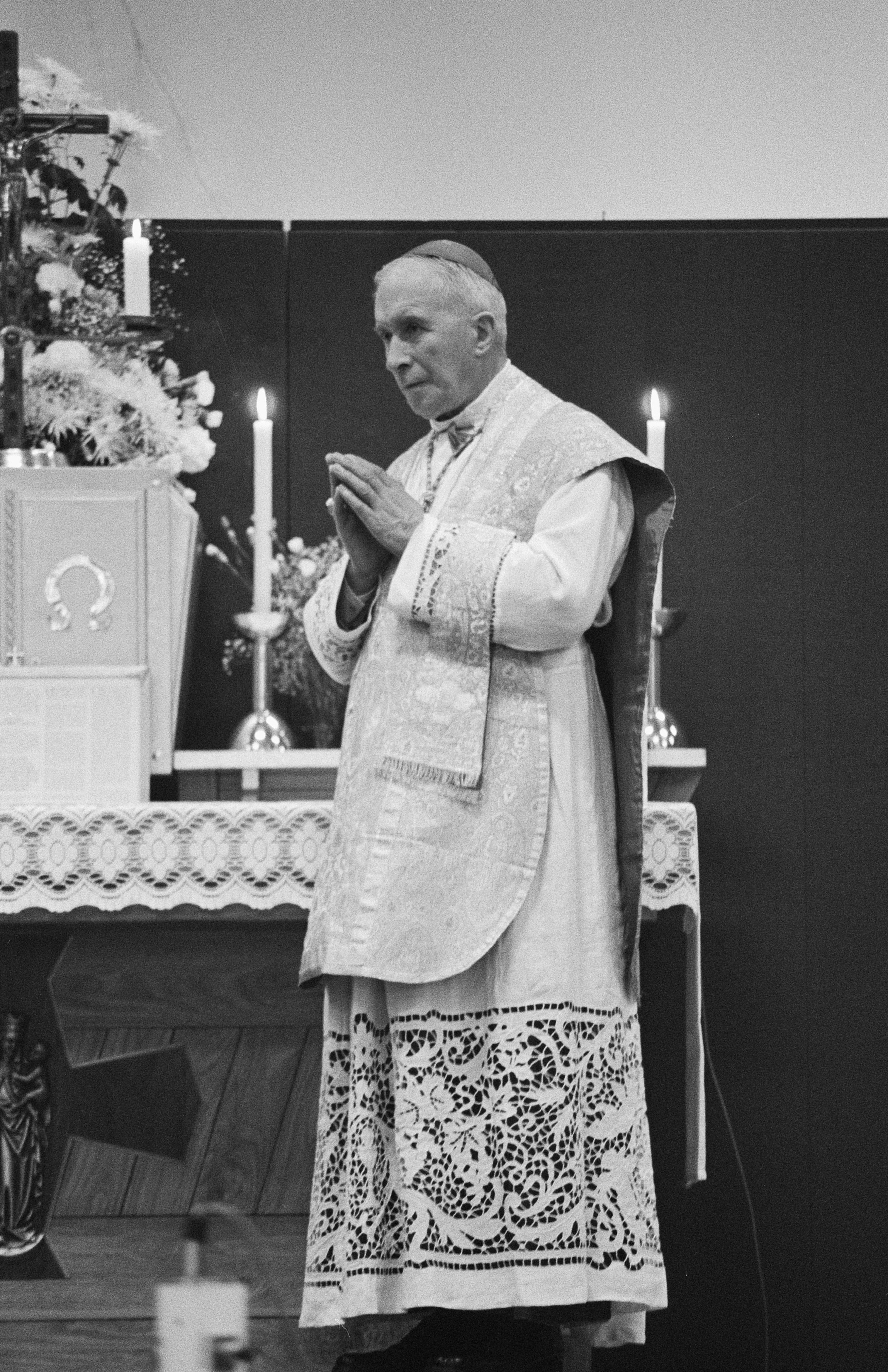
Arcibiskup Lefebvre, zakladatel hnutí při slavení Tridentské mše.

První z pěti seminářů FSSPX v Ecône ve Švýcarsku, kde se událo Svěcení v Ecône (v r. 1988). Kromě Švýcarska má bratrstvo semináře ještě v USA, Německu, Francii, Argentině.

Papež Pius X., jehož jménem se hnutí zaštiťuje

FSSPX bylo založeno emeritním dakarským arcibiskupem Marcelem Lefebvrem na svátek Všech svatých roku 1970 zakládacím dekretem Mons. Françoise Charriera, biskupa diecéze Lausanne, Ženeva a Fribourg, a v roce 1971 obdrželo kanonicky požadovaný pochvalný dekret Posvátné kongregace pro klérus od jejího prefekta kardinála Wrighta.
Roku 1974 vydal Msgr. Lefebvre tzv. Prohlášení roku 1974, které reagovalo na apoštolskou vizitaci z Říma 10 dnů předtím. Při ní dva vizitátoři před seminaristy prohlásili, že brzy bude normální svěcení žen na kněze či vyjadřovali pochybnosti o pravdivosti Zmrtvýchvstání Ježíše Krista. Prohlášení začíná takto: „Držíme se celým srdcem a celou duší Katolického Říma, Strážce Katolické víry a tradic nezbytných k uchování této víry; Věčného Říma, Paní moudrosti a pravdy. Naopak odmítáme a vždy jsme odmítali Řím se sklony k neomodernismu a neoprostestantismu, které se jasně ukázaly při 2. Vatikánském Koncilu i po koncilu v jím vydaných dokumentech.“
Lefebvre v roce 1982 odstoupil z postu generálního představeného, kterým byl následně zvolen P. Franz Schmidberger. Dále však pro FSSPX světil kněze. Žádal proto Svatý stolec o povolení vysvětit nástupce, avšak přislíbená svěcení byla neustále odkládána, takže se zdálo, že se čeká, kdy Mons. Lefebvre zemře. Proto v roce 1988 bez papežského mandátu a přes jednoznačně vyjádřený nesouhlas Svatého stolce vysvětil společně s biskupem Castro Mayerem v Écône čtyři kněze bratrstva (Bernarda Fellaye, Tissiera de Malerais, Richarda Williamsona a Alfonsa de Galarretu) na biskupy.
Celým svým srdcem a celou svou duší lpíme na katolickém Římu, strážci katolické víry a oněch tradic nezbytných pro zachování této víry, na věčném Římu, učiteli moudrosti a pravdy.
Na druhou stranu odmítáme a vždy jsme odmítali následovat Řím neomodernistických a neoprotestantských sklonů, které se jasně projevily na Druhém vatikánském koncilu a po koncilu ve všech z něj plynoucích reformách.
Všechny tyto reformy skutečně přispěly a stale přispívají ke zničení Církve, zkáze kněžství, k odstranění mešní Oběti a svátostí, k vymizení náboženského života a k naturalistické a teilhardovské nauce na univerzitách, v seminářích a v katechezi, nauce odvozené z liberalismu a protestantismu, mnohokrát formálně zavržené učitelským úřadem Církve.
Žádná autorita, ani v hierarchii nejvýše postavená, nás nemůže přinutit opustit nebo zeslabit naši katolickou víru, která byla jasně vyjadřována a předkládána učitelským úřadem Církve po devatenáct století...
Deklarace arcibiskupa Marcela Lefebvra z 21. listopadu 1974

Papež Jan Pavel II. reagoval na svěcení vydáním motu proprio Ecclesia Dei, jímž potvrdil předchozí vyhlášení Kongregace pro biskupy, podle kterého měli světitel i svěcení svým činem upadnout do „exkomunikace latae sententiae“ (tj. nastupující samým činem, bez rozhodnutí ordináře). V reakci na tyto události opustilo FSSPX několik kněží, kteří se souhlasem Svatého stolce utvořili Kněžské bratrstvo sv. Petra (FSSP) a byla ukončena spolupráce mezi bratrstvem a některými tradičně orientovanými komunitami, z nichž nejvýznamnější byl klášter Barroux.
Příznivci bratrstva zastávají názor, že exkomunikace nebyla platná, protože se světitel nacházel ve „stavu nouze“ vyvolaném krizí církve, ve kterém je možno světit bez papežského povolení. Např. Kánon 1323 nového kanonického práva říká, že „žádnému trestu nepodléhá ten, kdo v době, kdy porušil zákon nebo příkaz: (...) jednal pod vlivem velikého strachu, třebas relativně velkého, nebo z nutnosti nebo z vážné obtíže.“

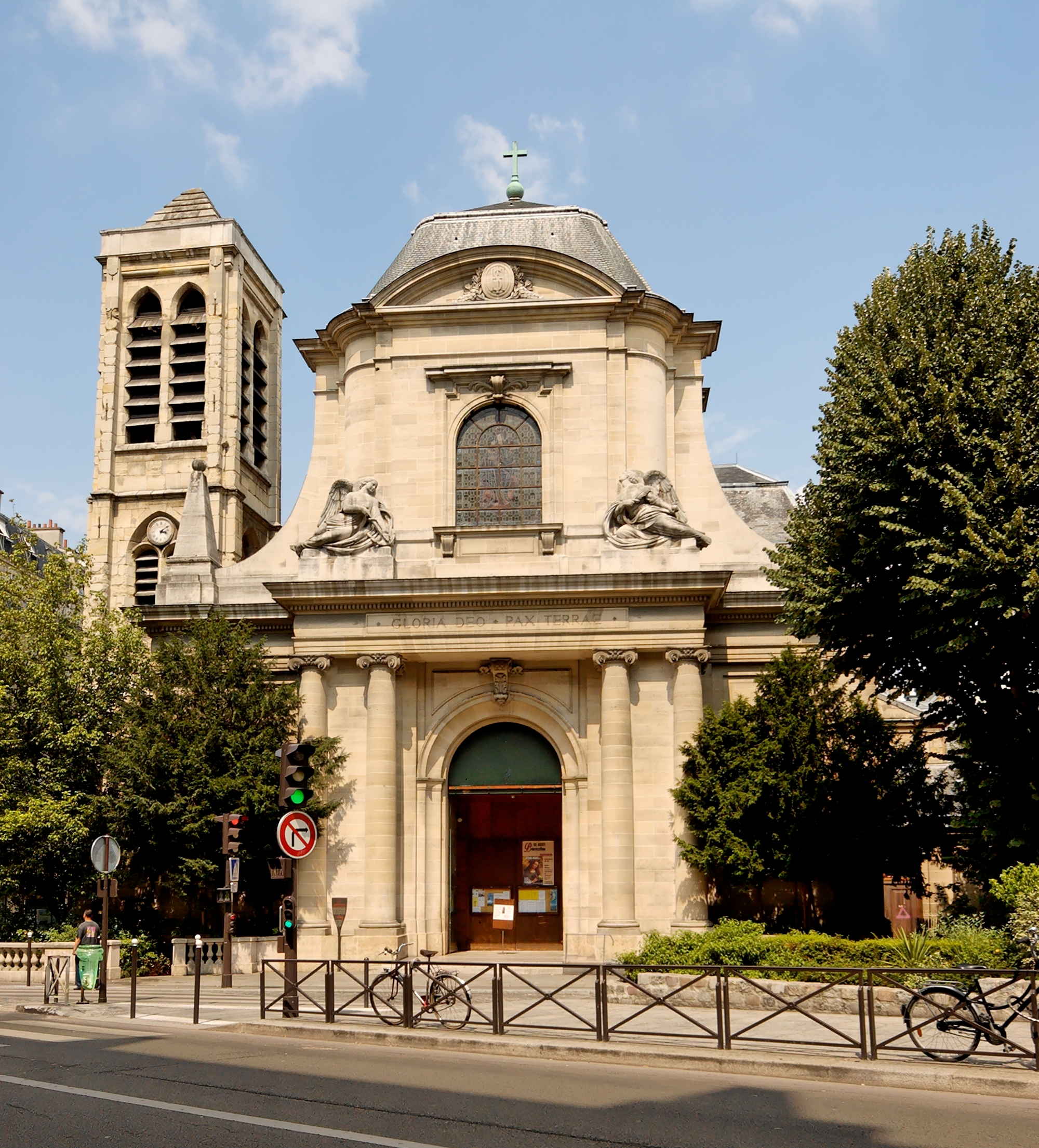
Kostel Saint-Nicolas-du-Chardonnet v centru Paříže, který bratrstvo využívá od roku 1977.

Roku 1994 byl generálním představeným bratrstva zvolen generální kapitulou biskup Fellay a znovuzvolen na další období byl v červnu 2006.
V lednu 2009 papež Benedikt XVI. zrušil údajné exkomunikace uvalené na jeho čtyři biskupy a sňal je. Bratrstvo v žádosti potvrdilo, že uznává papežský primát. Jednalo se o generálního představeného, Msgr. Bernarda Fellay, Msgr. Bernarda Tissier de Mallerais, Msgr. Alfonso de Galarreta a Msgr. Richarda Williamsona. Posledně jmenovaný Brit, Richard Williamson byl o tři roky později pro neposlušnost a nerespektování představených vyloučen z FSSPX.
Členové Bratrstva stále v Církvi neměli žádnou řádnou jurisdikci a byla pouze zrušena exkomunikace jejich údajně neprávoplatně vysvěcených biskupů, údajná suspenze (zákaz výkonu kněžského i biskupského povolání) kněží Bratrstva dlouho trvala.
Při příležitosti vyhlášení svatého roku milosrdenství (v listopadu 2015) dovolil papež František po dobu trvání tohoto roku kněžím FSSPX oficiálně zpovídat (udělil jim řádnou zpovědní jurisdikci). V apoštolském listě Misericordia et misera z 21. listopadu 2016 pak toto svolení prodloužil na neurčito. Ostatní svátosti mohou být členy FSSPX udělovány nadále pouze na základě mimořádné jurisdikce, která musí být podložena mimořádným stavem Církve.
4. dubna 2017 papež František umožnil místním biskupům udělování licencí ke slavení svátosti manželství pro věřící, kteří se účastní pastoračních aktivit bratrstva. Česká biskupská konference se rozhodla, že nebude dovolení k slavení manželství udělovat.
Jelikož český priorát FSSPX jako právnická osoba v ČR stále neexistoval, požádal přípravný výbor 2. listopadu 2016 o registraci nové církve a náboženské společnosti u Ministerstva kultury České republiky. V prosinci 2017 ministerstvo žádosti vyhovělo a Kněžské bratrstvo se tak stalo 39. registrovanou církví a náboženskou společností v České republice.
V roce 2015 získalo kostel sv. Willibroda, jeden z nekrásnějších neogotických kostelů v Holandsku. V červnu 2021 získalo jeden z nejstarších vídeňských kostelů, Minoritský kostel, kde působil i svatý Klement Maria Hofbauer. 
Od roku 2019 došlo k výrazné expanzi FSSPX v Polsku, kde se za krátké období ztrojnásobil počet kaplí a následně v reakci na omezení slavení Tridentské Mše papežem Františkem v roce 2021 došlo k přestupu několika kněží do bratrstva a zároveň nárůstu počtu seminaristů.
V roce 2021 byl ukončen provoz semináře v Austrálii kvůli cestovním omezením australské vlády.  Archivováno 28. 10. 2022 na Wayback Machine. Naopak rozšířen byl provoz semináře v Zaitzkofenu o novou budovu Wolfgangianum otevřenou v roce 2024.

## Struktura

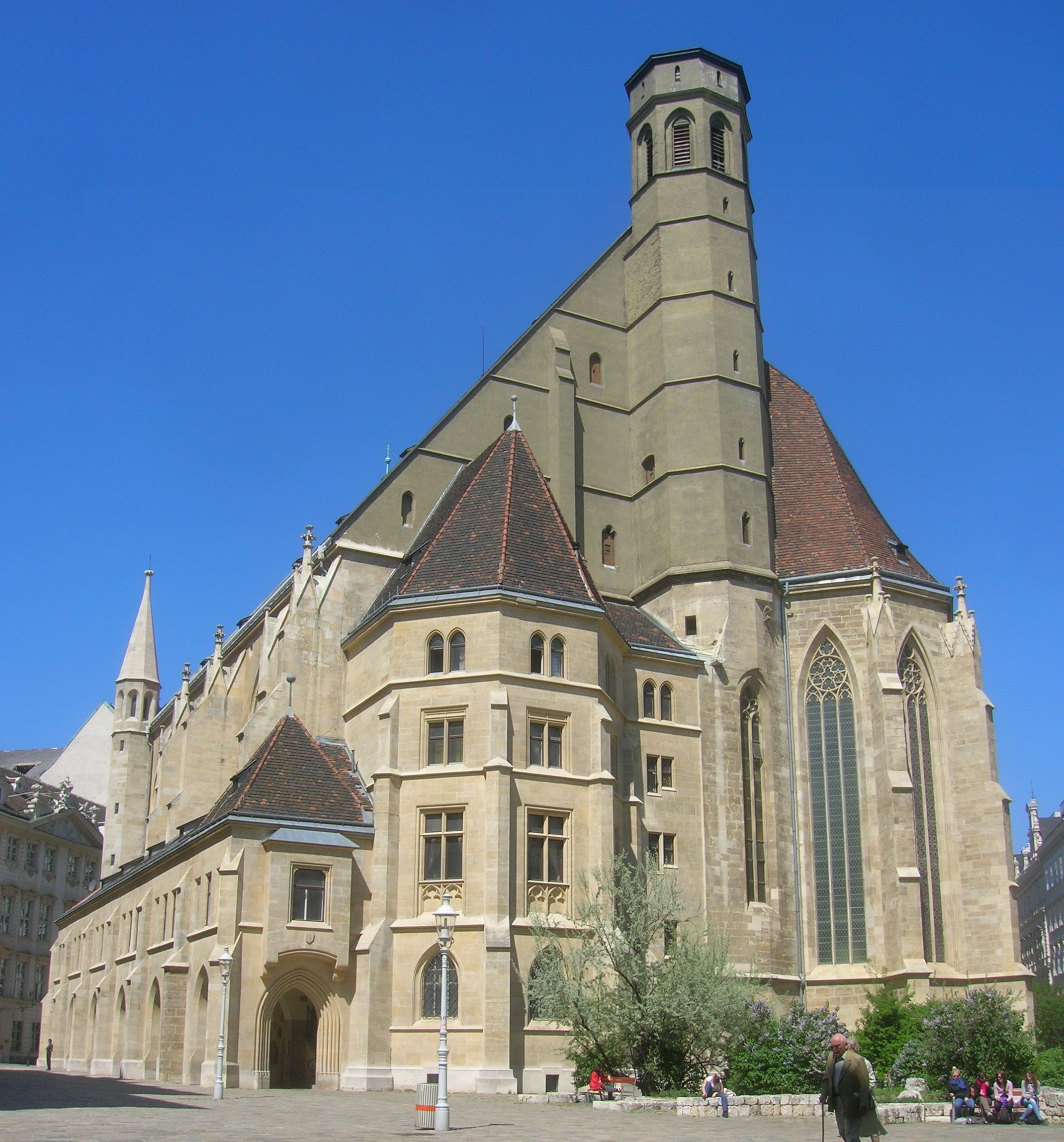
Minoritský kostel v centru Vídně, který byl bratrstvu darován místní kongregací v roce 2021.
Zde je odkaz na video z první Mše celebrované bratrstvem po převzetí kostela.

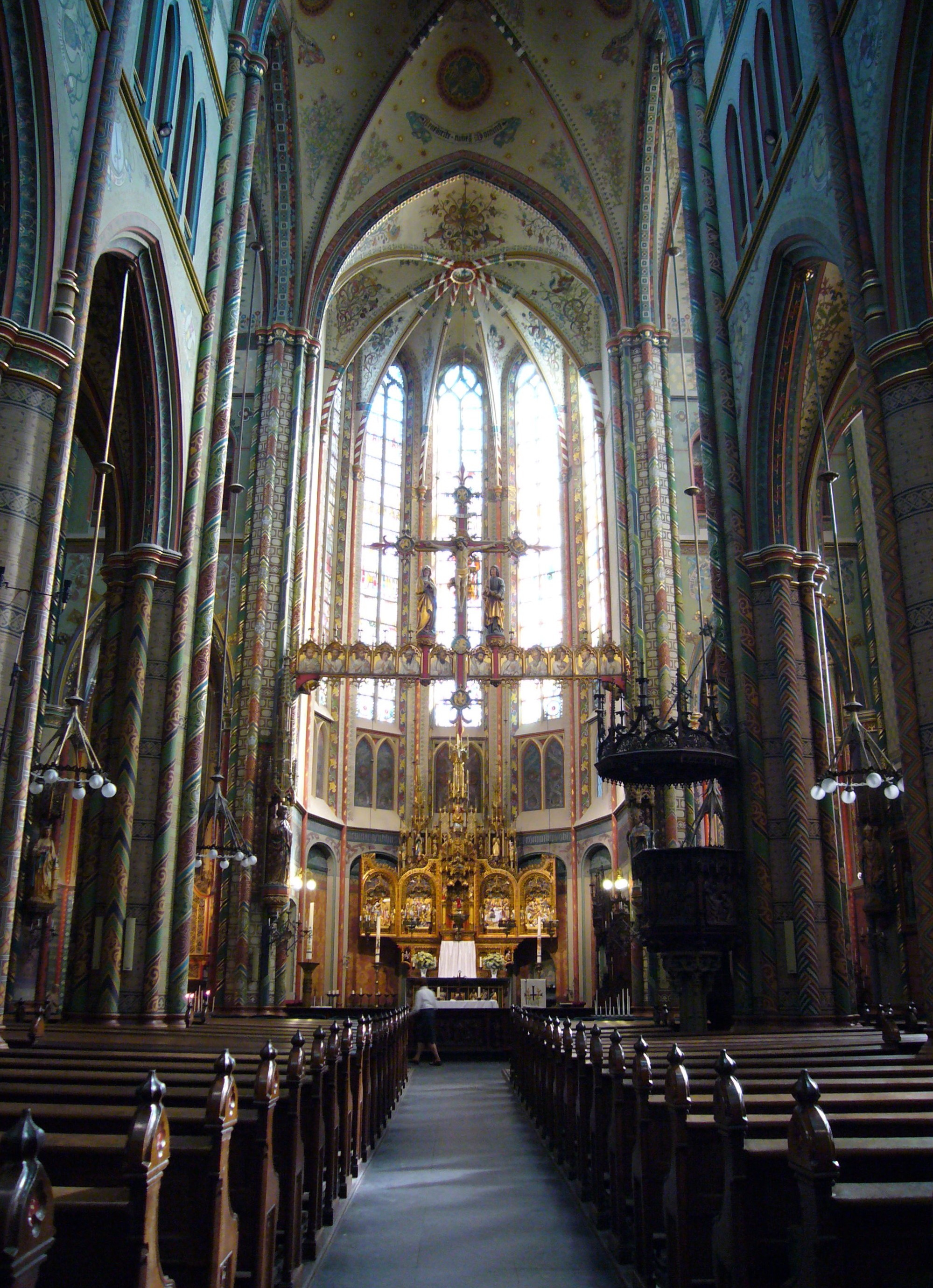
Kostel svatého Willibrorda v nizozemském Utrechtu, který bratrstvu patří od roku 2015.

Podle stanov je nejvyšším představeným bratrstva generální superior, který je volen generální kapitulou. Ta také volí dva asistenty generálního superiora. Jemu také jsou podřízeni superiorové distriktů, představení (na distriktu) nezávislých domů a rektorové seminářů. Hlavní územně-správní jednotkou je distrikt, který se skládá z priorátů, v jejichž čele stojí prior. Prior se zodpovídá superiorovi příslušného distriktu.
Generální kapitula je svolávána každých 12 let k projednávání zásadních otázek a volbě nového vedení. Kapitula se skládá z dosavadního generálního a jeho asistentů, sekretáře a hlavního kvestora (ekonoma), předchozích generálních, rektorů seminářů, biskupů, (kteří jsou členy Bratrstva), superiorů distriktů a nezávislých domů. Zhruba třetinu pak tvoří nejstarší kněží, kteří nejsou už členové kapituly ze svého úřadu.
Generální představený sídlí na generalátu, který je v současnosti v Menzingenu.
K 1. lednu 2018 Bratrstvo se skládalo z 637 kněží, kteří slouží na 772 mešních centrech po celém světě, 123 řeholních bratrů a 195 sester, 79 oblátek, 204 seminaristů v šesti seminářích, více než 100 škol a 2 universit, 7 ošetřovatelských domů, 4 karmelů, 19 Misionářských sester z Keni.
V roce 2020 to pak bylo 680 kněží a 217 seminaristů. Roku 2024 zemřel jeden z původních 4 biskupů vysvěcených v roce 1988, Mons. Bernard Tissier de  Mallerais, kvůli zraněním při pádu cestou na bohoslužbu na svátek svatého Václava. 

## Generální představení
- Marcel Lefebvre (1970–1982)
- Franz Schmidberger (1982–1994)
- Bernard Fellay (1994–2018)
- Davide Pagliarani (od 2018)

## Spřátelené řády
S FSSPX dlouhodobě spolupracují komunity, které se odkazují na tradice starých církevních řádů, např. benediktinů, františkánů a dominikánů, jejichž tradičními řeholními formami se řídí (zpravidla ale nemají žádné propojení se současnými oficiálními strukturami těchto řádů a ani s nimi nespolupracují).
Mezi tyto spřátelené řády patří:
- Bratři FSSPX – pouze bratři bez kněžských svěcení, kteří pomáhají na priorátech Bratrstva[25]
- Sestry FSSPX[26]
- Oblátky FSSPX[27]
- Františkánky (Les Petites Sœurs de saint François – Le Trévoux) – Francie
- Kapucíni (Capucins de Morgon) – Francie
- Klarisky (Clarisses de Morgon) – Francie
- Benediktinky (Bénédictines de Perdechat) – Francie
- Dominikáni (Les Frères de Notre-Dame-du-Rosaire) – Francie
- Dominikáni (Dominicaines contemplatives de Montagnac) – Francie
- Bratrstvo Proměnění Páně (Fraternité de la Transfiguration) – Francie
- Sestry Proměnění Páně (Les Sœurs de la Transfiguration) – Francie
- Dominikánky (Dominicaines contemplatives d’Avrillé) – Francie
- Les petites sœurs de saint Jean-Baptiste – Francie
- Karmelitky – Francie, Belgie[28], Švýcarsko[29], USA[30][31]
- Školské dominikánky:
  - Dominicaines enseignantes du saint Nom de Jésus et du Cœur Immaculé de Marie Brignoles – Francie
  - Dominicaines enseignantes du Saint Nom de Jésus Fanjeaux – Francie[32]
  - The Dominican Sisters of Wanganui Incorporated – Nový Zéland[33]
- Farní spolupracovníci Krista Krále – Francie
- Benediktini a benediktinky – USA[34]
- Benediktini – Brazílie[35], Německo[36]
- Dílo Jitřenky
- Redemptoristé (The Traditional Redemptorist Missioners) – USA[37]
- Sestry Bethanie na Killineyho ulici (Bethany Sisters) – Singapur
- Učednice večeřadla (Le Discepole del Cenacolo) – Itálie[38]
- Služebnice Ježíše Kněze a Srdce Mariina (Siervas de Jesús Sacerdote y del Corazón de María) – Španělsko[39]
- Institut Naší Paní růžencové (Instituto Nossa Senhora do Rosário) – Brazílie[40]
- Institut Královny míru (Instituto Reina de la Paz) – Brazílie
- Misionářské sestry Ježíše a Marie (Missionary Sisters of Jesus and Mary) – Keňa[41]
- Františkánky Krista Krále (The Franciscan Sisters of Christ the King) – USA[42]
- Těšitelky (The Consoling Sisters of the Sacred Heart of Jesus) – Itálie, Indie, USA[43]
- Františkánky (Mínimas Franciscanas del Perpetuo Socorro de María) – Mexiko[44]
- Reparation Sisters of the Immaculate Heart of Mary – Indie[45]
- Kněžské bratrstvo sv. Josafata – Ukrajina (východní obřad)[46]
- Společnost sv. Jana, Předchůdce Páně (Fraternitas Sancti Ioannis Præcursoris Domini) – Lotyšsko (východní obřad)[47]
- Sestry studitského řádu v Rize – Lotyšsko (východní obřad)
- Sestry basiliánky ve Lvově – Ukrajina (východní obřad)[48]